# Across the Stars
Across the Stars (littéralement : « À travers les étoiles ») est un thème de musique classique lyrique et romantique de film, de la saga Star Wars de George Lucas, composé par le compositeur américain John Williams pour la bande originale du film Star Wars, épisode II : L'Attaque des clones sorti en 2002.

## Historique
Ce thème musical romantique emblématique de la saga Star Wars, illustre la romance amoureuse tragique contradictoire et destructrice (interdite par le code de l'ordre de chevalerie des Jedi) et le mariage secret (à la villa Balbianello du Lac de Côme) entre la reine de Naboo Padmé Amidala (Natalie Portman) et le chevalier Jedi Anakin Skywalker (Hayden Christensen, futurs parents des jumeaux Luke Skywalker et princesse Leia). 
Cette composition romantique, lyrique, enflammée, mélancolie, nostalgique, et tragique, d'inspiration wagnérienne, avec un ensemble de violons, cuivres, hautbois, et harpe..., est composée par John Williams, un des compositeurs de musique de film les plus célèbres du cinéma américain (lauréat de 5 oscars du cinéma, nommé à 51 reprises). Elle est enregistrée comme les autres thèmes de la saga au célèbre studios Abbey Road avec l'orchestre symphonique de Londres et London Voices. L'album est disque d'or aux États-Unis avec plus de 500 000 disques vendus.
En 2018 John Williams réécrit un arrangement de son œuvre pour la violoniste allemande Anne-Sophie Mutter, joué avec l'Orchestre philharmonique de Berlin pour les 120 ans de Deutsche Grammophon (plus ancien éditeur de musique du monde encore en activité). 